# Clàusula (lògica)
En lògica matemàtica, una clàusula és una disjunció de literals. En càlcul proposicional, normalment s'escriuen de la forma:
{\displaystyle l_{1}\vee \cdots \vee l_{n}}
on cada {\displaystyle l_{i}}, amb {\displaystyle i=\{1,...,n\}}, és un literal.
Anàlogament, s'anomena clàusula conjuntiva a una conjunció de literals:
{\displaystyle l_{1}\wedge \cdots \wedge l_{n}}